# Их хориг
Их хориг (монг. Их Хориг?, ᠶᠡᠬᠡ ᠬᠣᠷᠢᠭ? — Великий заповедник или Великий запрет) — труднодоступная из-за покрытых густым лесом гор местность площадью 240 км² в Хэнтийском аймаке Монголии, предполагаемое место могилы Чингисхана и его потомков. Считалось священным местом, посещение которого было под запретом. Нахождение там разрешалось только для захоронения потомков Чингисхана. В конце 1980-х годов стало открытым для археологов.

## История
Согласно «Сокровенному сказанию монголов» Чингисхан, охотившийся вблизи горы Бурхан-Халдун в горах Хэнтэй, отдыхал под деревом и был так впечатлён красотой местности, что произнёс: 
«Какой прекрасный вид. Похороните меня здесь, когда я умру».
Однако достоверно место его захоронения до сих пор неизвестно.
После смерти Чингисхана местность была объявлена священной. Посещение её было запрещено под страхом смерти. За этим следила группа элитных воинов. После создания Монгольской Народной Республики в 1924 году Их хориг и прилегающий район площадью 10 400 км² был объявлен запретной зоной.
После снятия запрета первая монгольско-японская археологическая экспедиция работала с 1989 по 1992 годы, используя ультразвуковое сканирование, и обнаружила 1380 могил монгольской знати.